# Tom Crean
Tom Crean (irl. Tomás Ó Croidheáin; ur. 16 lutego 1877 w Gurtachrane - zm. 27 lipca 1938 w Corku) – irlandzki podróżnik, marynarz i badacz polarny, członek trzech wypraw na Antarktydę.

## Życiorys
Jako piętnastolatek opuścił dom i udał się do Cobh w hrabstwie Cork, aby zaciągnąć się do Royal Navy. Przez kolejne osiem lat podróżował po świecie jako żołnierz tejże floty. Był między innymi w Nowej Zelandii, gdzie w roku 1901 spotkał się z Robertem Falconem Scottem, oficerem Royal Navy i dowódcą wyprawy polarnej. Tom Crean przyłączył się jako wolontariusz do załogi Discovery i pod dowództwem kapitana Scotta, w latach 1902–1904, wziął udział w pierwszej od sześćdziesięciu lat brytyjskiej (po wyprawie Jamesa Clarka Rossa) wyprawie na Antarktydę. 
Następnie kontynuował swoją służbę w marynarce wojennej aż do roku 1910, kiedy to wziął udział w drugiej wyprawie na Antarktydę w ekspedycji „Terra Nova”, ponownie pod dowództwem kapitana Scotta. Po tej wyprawie Tom Crean został odznaczony przez króla Jerzego V medalem za heroizm i awansował na stopień starszego bosmana za to, że w 18 godzin w pojedynkę przeszedł 56 km po Lodowcu Szelfowym Rossa i wezwał pomoc dla Edwarda Evansa, jednego ze swoich towarzyszy, będącego w stanie wycieńczenia. 
W latach 1914–1917 Tom Crean wziął udział w trzeciej ekspedycji „Trans-Antarctic” pod dowództwem Ernesta Shackletona.
W lipcu 1938 dostał ataku wyrostka robaczkowego. Ze względu na opóźnienia w przeprowadzeniu operacji, już po jej wykonaniu dostał infekcji i zmarł tydzień później. Został pochowany w grobie rodzinnym na cmentarzu w Ballinacourty.